# Ita Gertner
Ita Gertner (hebr. איטה גרטנר) (ur. 8 kwietnia 1932 w Kaliszu, 12 marca 2025 w Izraelu) – izraelska malarka i rzeźbiarka pochodząca z Polski.

## Życiorys
Ita Gertner urodziła się w Kaliszu, w wieku dwóch lat wyemigrowała z rodziną do mandatu Palestyny. Dorastała w religijnej rodzinie w Tel Awiwie, wcześnie zmarła jej matka, w 1950 wyszła za mąż. Ukończyła seminarium nauczycielskie w zawodzie opiekun przedszkolny z elementami nauczania sztuk pięknych. Studiowała w Instytucie Avni, wśród jej nauczycieli byli Moshe Sternshus, Yehezkel Streichman, Moshe Profes i Yaakov Wechsler. W 1963 ukończyła naukę z wyróżnieniem, od tego czasu wystawiała swoje prace w galeriach i muzeach w Izraelu i zagranicą. W 1969 ukończyła studia w seminarium artystycznym Ramat Hasharon, w 1970 rozwiodła się. W 1998 ukończyła studia kulturoznawcze w Camera Obscura, a w 2004 studia kuratorskie w warsztatach kibucu.
Na przestrzeni lat zaprezentowała około 21 wystaw indywidualnych oraz uczestniczyła w kilkudziesięciu wystawach zbiorowych w muzeach, galeriach i przestrzeniach wystawienniczych w Izraelu i za granicą. Przez lata swojej pracy Ita Gardner współpracowała z wieloma kuratorami, m.in. Adamem Baruchem, Dannym Dotanem, Meirem Aharonsonem, Peyotą Vitkin Onger, Hanze Tille, Iną Hervati, Efi Gan, Anat Getanio, Drorą Dekel, Ireną Gordon, Rachel Sukman, Michalem Szamir, Tali Tamir i Katsią Alon.